# Commissione Delors III
La Commissione Delors III è stata la Commissione Europea in carica dal gennaio 1993 al 1995. Durante il suo mandato entrò in vigore il Trattato di Maastricht, per cui la Commissione Delors III è stata la prima commissione dell'Unione europea.
La breve durata della Commissione fu pensata per avvicinare i mandati della Commissione alle legislature del Parlamento europeo.

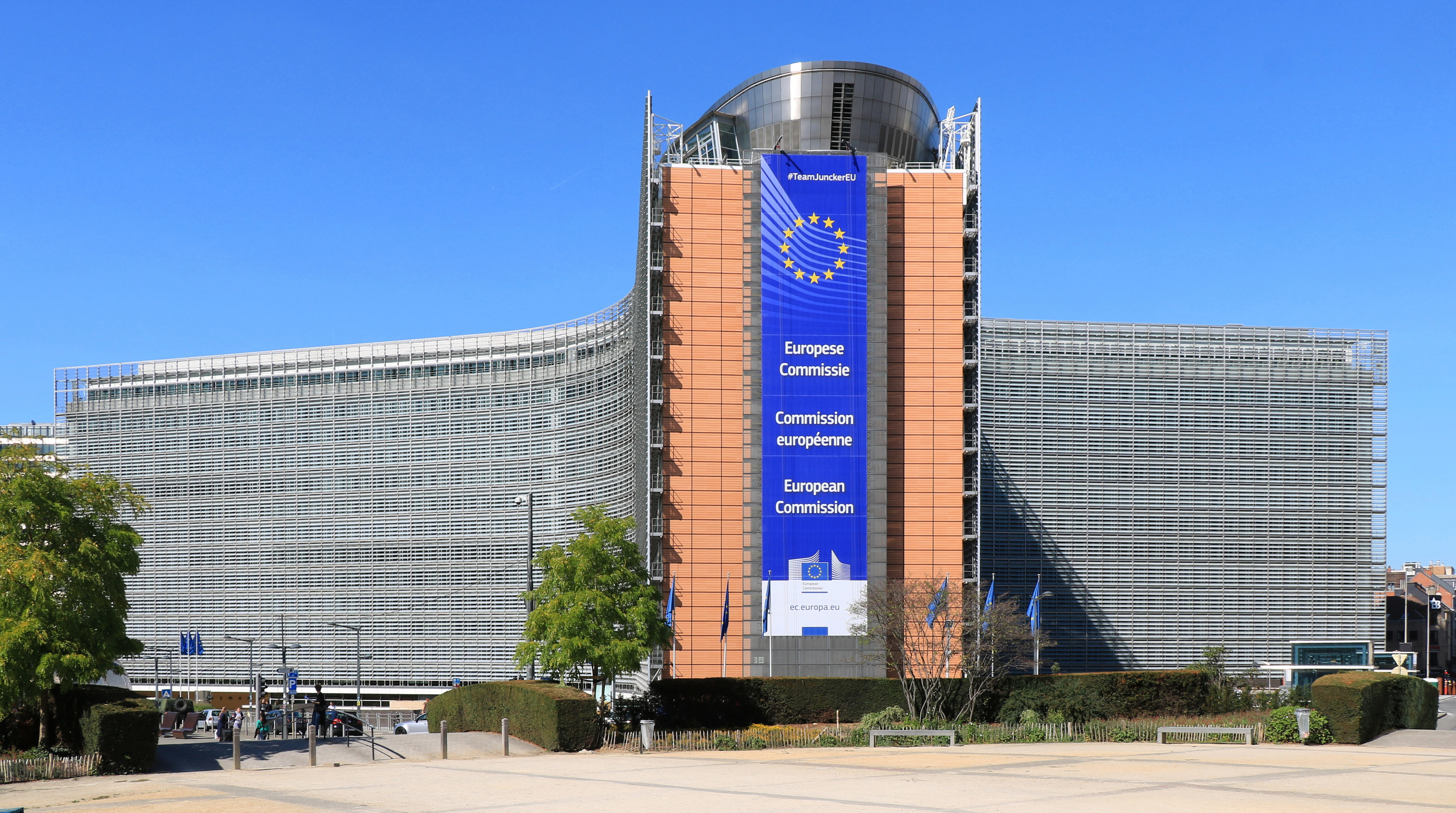
Palazzo Berlaymont, sede della Commissione europea

## Presidente
- Jacques Delors ( Francia) — Partito del Socialismo Europeo

Delors era già presidente della commissione dal 1985, venne riconfermato per il terzo mandato consecutivo. È stato il primo e finora unico presidente della commissione a svolgere tre mandati.

## Composizione politica
- Sinistra / Socialisti (PSE): 5 membri
- Popolari / Conservatori (PPE): 7 membri
- Destra/ Sovranisti (ADE): 1 membro
- Liberali (ELDR): 4 membri
- Indipendenti: -

## Componenti della Commissione
Legenda:   [     ] Sinistra/Socialisti - [     ] Popolari/Conservatori - [     ] Liberali - [     ] Destra/Sovranisti
| Commissario               | Nazionalità | Incarico       | Competenze                                                                           | Partito europeo | Partito nazionale |
| ------------------------- | ----------- | -------------- | ------------------------------------------------------------------------------------ | --------------- | ----------------- |
| Jacques Delors            | Francia     | Presidente     |                                                                                      | PSE             | PS                |
| Martin Bangemann          | Germania    | Vicepresidente | - Affari Industriali - Tecnologia dell'Informazione e delle Telecomunicazioni        | ELDR            | FDP               |
| Leon Brittan              | Regno Unito | Vicepresidente | Affari Economici Esterni, Politica Commerciale                                       | PPE             | Conservatori      |
| Henning Christophersen    | Danimarca   | Vicepresidente | Affari Economici, Finanziari e Monetari, Credito ed Investimenti                     | ELDR            | Venstre           |
| Manuel Marin              | Spagna      | Vicepresidente | Cooperazione e Sviluppo e Aiuti Umanitari                                            | PSE             | PSOE              |
| Karel van Miert           | Belgio      | Vicepresidente | - Concorrenza - Personale e Amministrazione                                          | PSE             | PS                |
| Antonio Ruberti           | Italia      | Vicepresidente | - Affari scientifici, Ricerca e Sviluppo - Istruzione, Formazione e Gioventù         | PSE             | PSI               |
| Abel Matutes              | Spagna      | Commissario    | - Trasporti - Energia                                                                | PPE             | PP                |
| Marcelino Oreja           | Spagna      | Commissario    | - Trasporti - Energia                                                                | PPE             | PP                |
| Ioannis Paleokrassas      | Grecia      | Commissario    | - Ambiente, Sicurezza Nucleare e Protezione Civile - Pesca                           | PPE             | ND                |
| René Steichen             | Lussemburgo | Commissario    | Agricoltura e Sviluppo Rurale                                                        | PPE             | CSV               |
| Raniero Vanni d'Archirafi | Italia      | Commissario    | - Questioni Istituzionali - Imprese - Mercato Interno e Servizi                      | PPE             | DC                |
| Christiane Scrivener      | Francia     | Commissario    | - Dogane e Fiscalità - Politica dei Consumatori                                      | ELDR            | PR/UDF            |
| Peter Schmidhuber         | Germania    | Commissario    | Bilancio, Controllo Finanziario e Lotta contro le Frodi                              | PPE             | CSU               |
| Pádraig Flynn             | Irlanda     | Commissario    | - Affari Sociali e Occupazione - Immigrazione, Affari interni e giudiziari           | ADE             | Fianna Fáil       |
| João de Deus Pinheiro     | Portogallo  | Commissario    | - Relazioni con il Parlamento e con gli Stati membri - Cultura e settore audiovisivo | ELDR            | PSD               |
| Hans van den Broek        | Paesi Bassi | Commissario    | Relazioni Esterne e Politica estera e di sicurezza comune                            | PPE             | CDA               |
| Bruce Millan              | Regno Unito | Commissario    | Politiche Regionali                                                                  | PSE             | Laburisti         |

## Attività svolta
Il Trattato di Maastricht che istituiva l'Unione europea entrò in vigore il 1º novembre 1993. L'attività della Commissione si concentrò dunque sulla preparazione della creazione dell'Unione europea e della realizzazione di tutte le riforme richieste dalla nuova organizzazione e delle nuove funzioni delle istituzioni europee.
La Commissione promosse il processo di realizzazione e rafforzamento del Mercato Unico Europeo e la creazione dell'Istituto monetario europeo per la realizzazione dell'unione monetaria.
La Commissione condusse inoltre i negoziati di adesione con l'Austria, la Norvegia, la Svezia e la Finlandia, che entrarono nell'Unione europea (esclusa la Norvegia, che bocciò l'ingresso con un referendum) il 1º gennaio 1995. Durante il suo mandato Ungheria e Polonia presentarono ufficialmente la loro domanda di adesione all'UE e vennero conclusi accordi di associazione con Repubblica ceca, Slovacchia, Romania e Bulgaria.
La Commissione creò il Fondo europeo per gli investimenti. Seguì l'istituzione del Comitato delle regioni.